# 冰盖

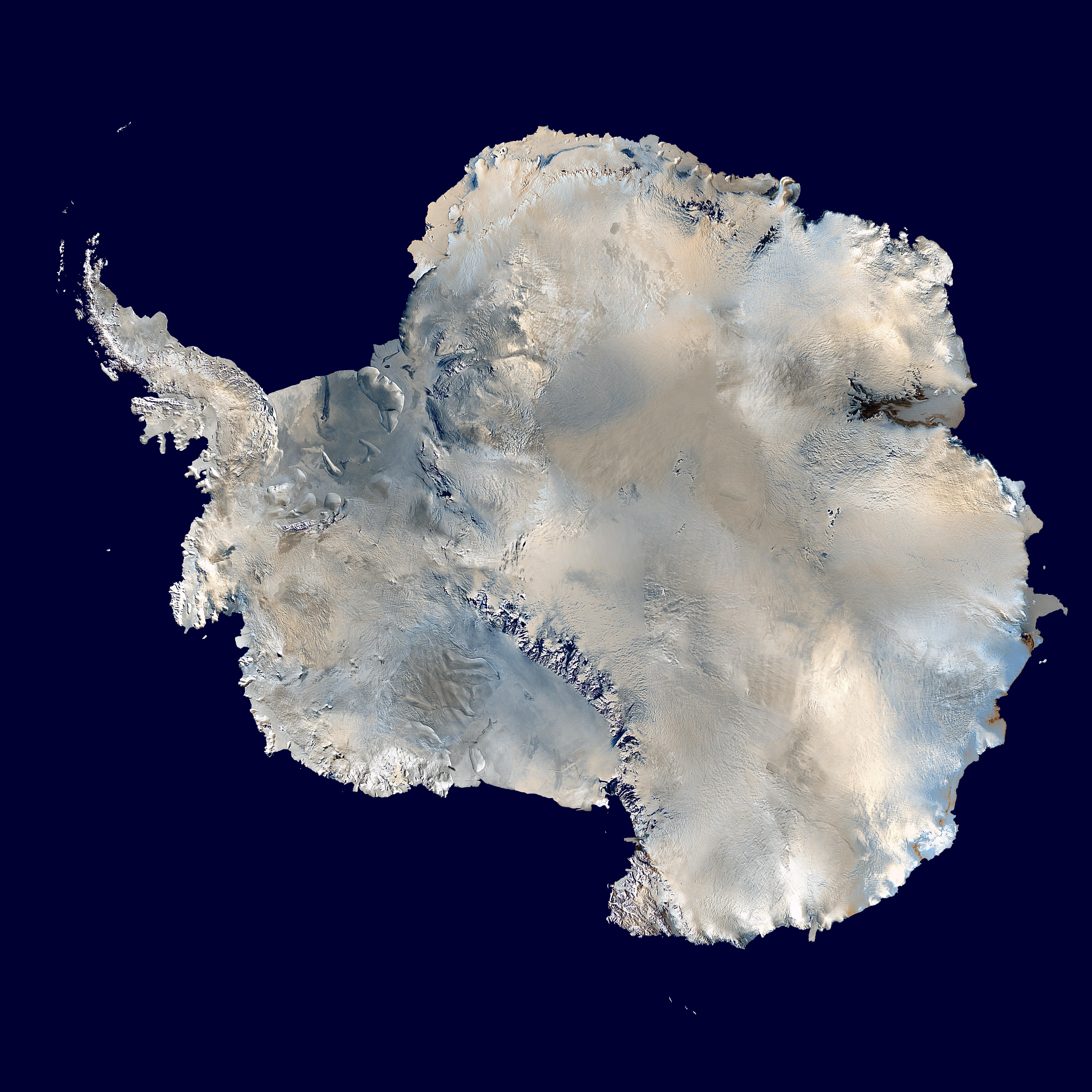
南极洲的卫星照片

冰盖（英語：ice sheet）是指连续的冰川冰覆盖了50,000 km2（19,000 sq mi）以上陆地，因此也称作大陆冰川（continental glacier）。目前仅有的冰盖在南极洲与格陵兰。在末次冰期的冰盛期，劳伦泰冰盖覆盖了北美洲广大陆地， 威赫塞尔冰盖覆盖了北欧，巴塔哥尼亚冰盖覆盖了南美洲的南部。
冰盖大于冰架或高山冰川。面积小于50,000 km2称作冰帽。冰帽的四周通常孕育了多条冰川。
虽然冰盖的表面是寒冷的，但冰盖的底部由于地热作用通常是比较温暖。因此，在底部出现冰融，冰融水起到润滑作用使得冰盖流动更为迅速。这种过程产生了冰盖的快速流动部分 —冰流（ice stream）.
现在的极地冰盖在地质尺度上是比较年轻的。南极冰盖首先以小型冰帽（可能是多个）形式出现于渐新世早期。多次反复冰进冰退，直到上新世占据了几个整个南极大陆。格陵兰冰盖直到上新世晚期尚未完全形成，但在第一个大陆冰期时发展得非常快。这使得格陵兰的植物化石的保存要比冰盖慢慢形成的南极大陆要好得多。

## 南极冰盖
南极冰盖是地球上面积最大的冰盖，覆盖了几乎1400万 km2，包括了3000万 km3的冰。地表约90%的淡水存在于南极冰盖。如果南极冰盖融化，海平面将上升61.1米。南极冰盖表面温度呈上升趋势，从1957年来每十年升温>0.05°C。
南极冰盖被横贯南极山脉分为不均等的两部分。东南极冰盖（EAIS）与较小的西南极冰盖（WAIS）。EAIS占据了广大的陆地，而WAIS的底部处于海平面以下2,500米的深度。

## 格陵兰冰盖

格陵兰地图

格陵兰冰盖占据了格陵兰岛82%的陆地面积。如果格陵兰冰盖融化，将导致海平面上升7.2米。根据格陵兰冰盖的融化面积，推算出现在它每年融化约239立方公里的冰。

## 冰盖动力学
冰的运动受重力驱动。

## 全球变暖的预期效果
1993年至2003年，南极冰盖与格陵兰冰盖每年减少的冰，导致了海平面上升0.21 ± 0.35与0.21 ± 0.07 mm/year。